# 施內峰 (斯圖拜阿爾卑斯山脈)

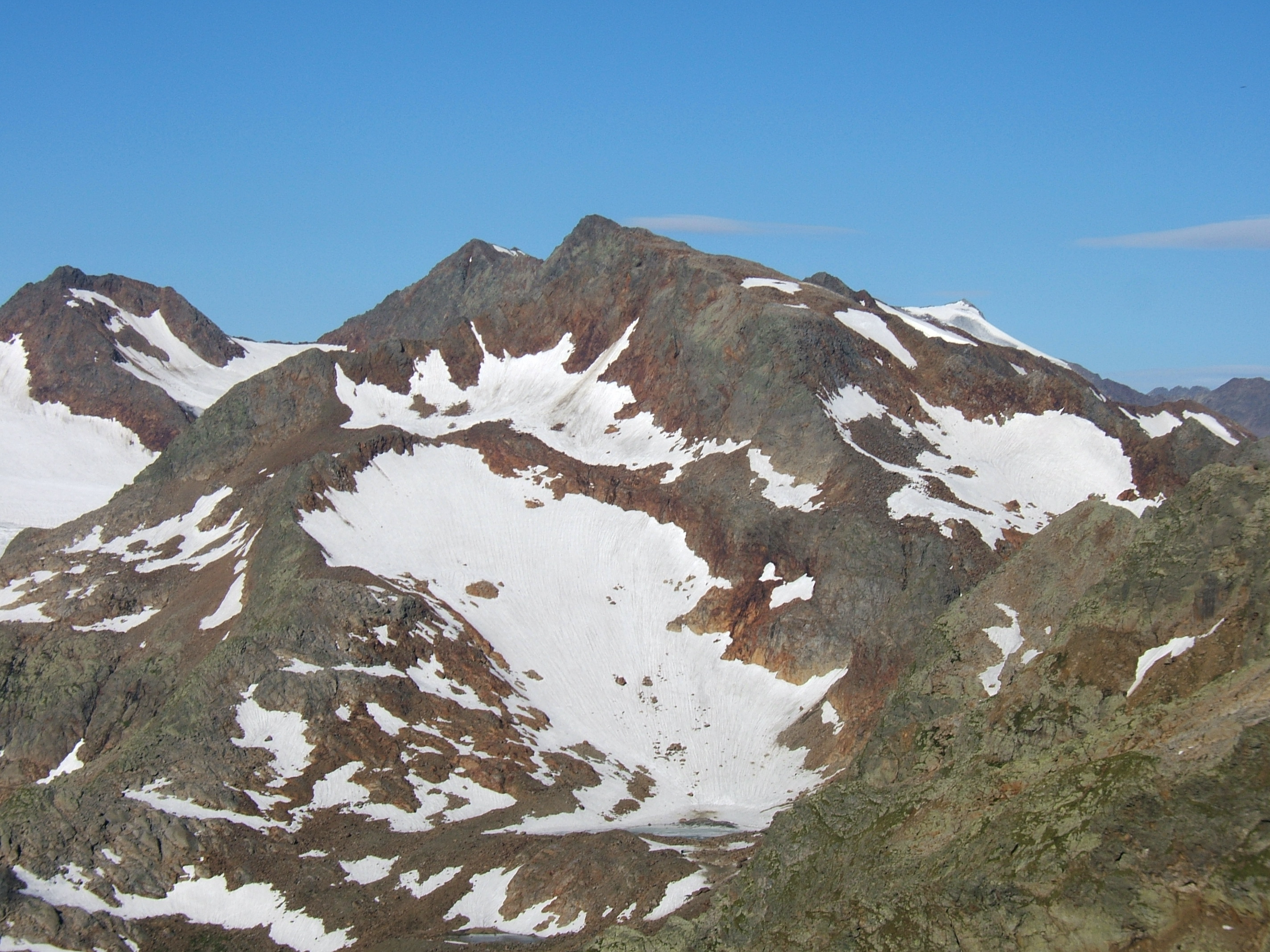

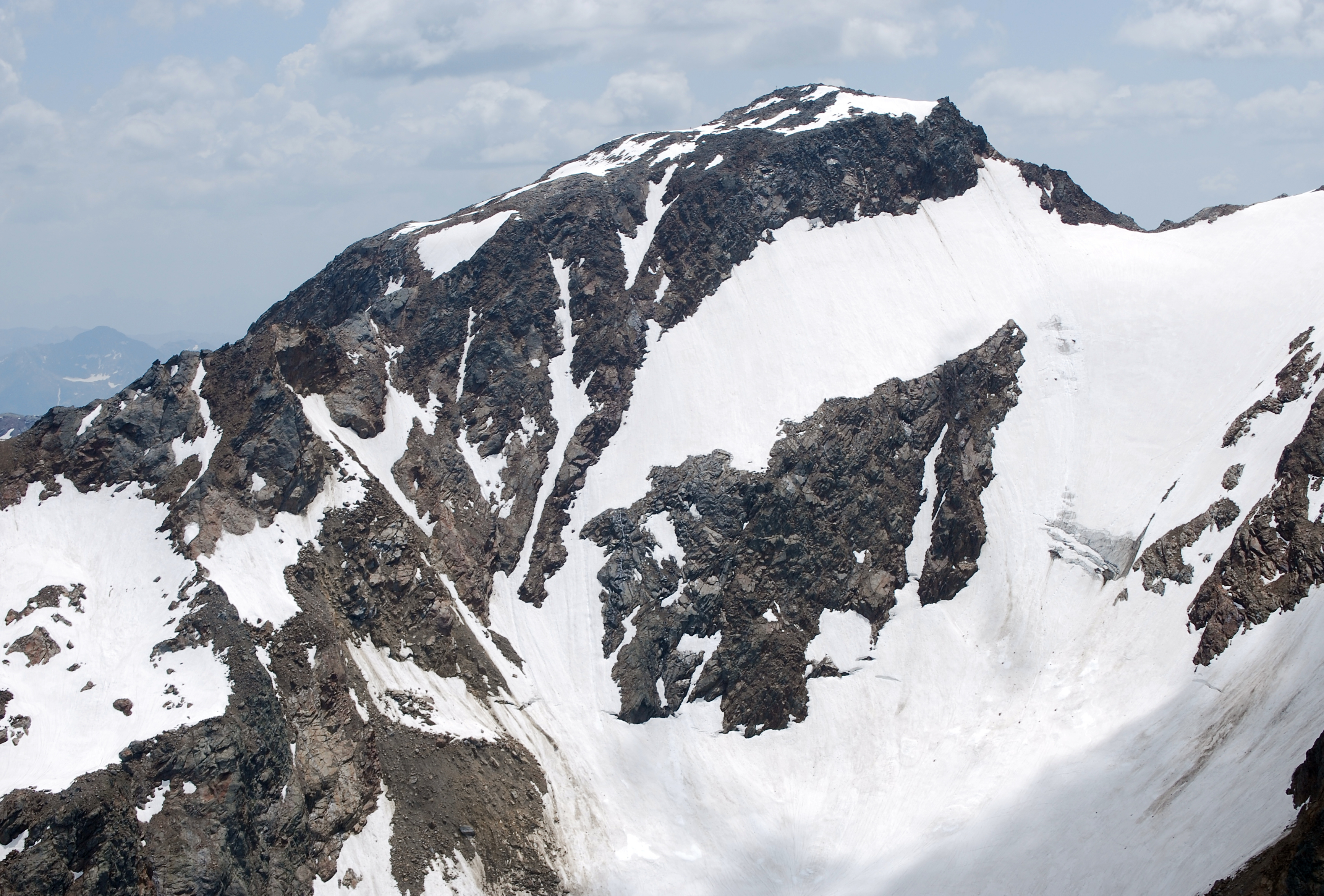

46°58′27″N 11°15′22″E / 46.97417°N 11.25611°E
施內峰（德語：Schneespitze），是中歐的山峰，位於奧地利和意大利接壤的邊境，屬於斯圖拜阿爾卑斯山脈的一部分，距離福伊爾施泰因山0.8公里，海拔高度3,178米，人類在1871年8月22日首次登頂。